# 阿尔贝茨霍芬
阿尔贝茨霍芬是德国巴伐利亚州的一个市镇。总面积3.80平方公里，总人口1978人，其中男性1034人，女性944人（2011年12月31日），人口密度521人/平方公里。